# Interpretació de Copenhaguen
La interpretació de Copenhaguen és una interpretació de la mecànica quàntica atribuïda principalment a Born, Heisenberg, Bohr i d'altres. Es coneix així a causa del nom de la ciutat en la qual residia Bohr. Va ser formulada el 1927 pel físic danès Niels Bohr, amb ajuda de Max Born i Werner Heisenberg, entre d'altres, durant una conferència realitzada a Como, Itàlia.

## Desenvolupament argumental
La interpretació de Copenhaguen incorpora el principi d'incertesa, el qual establix que no es pot conèixer simultàniament amb absoluta precisió la posició i el moment d'una partícula subatòmica. La interpretació de Copenhaguen assenyala el fet que el principi d'incertesa no opera en el mateix sentit cap enrere i cap endavant en el temps. Molt pocs fets en física tenen en compte la manera en què fluïx el temps, i aquest és un dels problemes fonamentals de l'univers on certament hi ha una distinció entre el passat i futur. Les relacions d'incertesa indiquen que no és possible conèixer la posició i el moment simultàniament i, consegüentment, no és possible predir el futur, ja que en paraules de Heisenberg "no podem conèixer, per principi, el present en tots els seus detalls". Però, és possible d'acord amb les lleis de la mecànica quàntica conèixer com era la posició i el moment d'una partícula en un moment del passat. El futur és essencialment impredictible i incert, mentre que el passat és completament definit. Per tant, ens movem d'un passat definit a un futur incert.
Bohr va formular en la interpretació de Copenhaguen el que es coneix com el principi de complementarietat, proposat per Max Born, que establix que ambdues descripcions, l'ondulatòria i la corpuscular, són necessàries per a comprendre el món quàntic. Bohr també va assenyalar en aquesta conferència que mentre, en la física clàssica, un sistema de partícules funciona com un aparell de rellotgeria, independentment que siguin observades o no, en física quàntica l'observador interacciona amb el sistema en tal mesura que el sistema no pot considerar-se amb una existència independent.
| « | Escollint amidar amb precisió la posició d'una partícula, aquesta ha de presentar major incertesa en el seu moment, i viceversa; escollint un experiment per amidar propietats ondulatòries, s'eliminen peculiaritats corpusculars, i cap experiment pot mostrar ambdós aspectes, l'ondulatori i el corpuscular, simultàniament (J. Gribbin). | » |

A més, segons la interpretació de Copenhaguen, tota la informació, la constituïxen els resultats dels experiments. Es pot observar un àtom i veure un electró en l'estat d'energia A, després tornar a observar i veure un electró en l'estat d'energia B. Se suposa que l'electró va saltar d'A a B, potser a causa de l'observació. De fet, no es pot assegurar, si més no, que es tracti del mateix electró i no es pot fer cap hipòtesi del que ocorria quan no s'observava. El que es pot deduir dels experiments, o de les equacions de la mecànica quàntica, és la probabilitat que si, en observar el sistema, s'obté el resultat A, una altra observació posterior proporcioni el resultat B. Res no es pot afirmar del que hi passa quan no s'observa, ni de com passa el sistema de l'estat A al B.

## Principis de la interpretació de Copenhaguen
Algunes proposicions més importants de la interpretació de Copenhaguen són:
- Les partícules són indistingibles, un electró és igual a un altre electró, mentre que en l'època de la mecànica clàssica es pensava que un ésser superior podria distingir les partícules i conèixer la seva posició i el seu moment amb una precisió arbitrària. Com ja s'ha dit, això no és possible: només podem conèixer la seva posició o el seu moment amb precisió. Podem conèixer una de les dues coses amb precisió arbitrària, però no podem conèixer-ne al mateix temps les dues.
- Les partícules estan en una superposició d'estats, això és: fins que no es mesure una propietat quàntica d'una partícula, l'estat quàntic oscil·la, fins que es fa la mesura i llavors la partícula col·lapsa en un estat quàntic determinat. És com si posam una carta vertical damunt una taula, mentre la subjectam amb la mà la carta està vertical, si es tractés d'una partícula quàntica quan la deixam anar mentre cau (suposam sempre que és un objecte quàntic, no una carta que pertany al món macroscòpic) estarà en una superposició d'estats, amb la figura per amunt i per avall fins que caigui sobre la taula, moment en què col·lapsarà en un estat o un altre, per amunt o per avall.
- La paradoxa del gat de Schrödinger es pot interpretar en el món macroscòpic en el sentit que, si no obrim la capsa on hi ha l'animal, no tenim cap possibilitat de saber si el gat es viu o mort. L'experiment ha de durar un temps més gran que la semivida de la partícula radioactiva, i s'ha de fer en molts de gats, així un tant per cent dels gats moriran durant l'experiment, però no hi ha manera de saber quins són aquests gats, ni quants moriran durant una fracció de temps determinada, l'únic que sabem és el percentatge aproximat dels que hauran mort al final (hi pot haver una desviació estadística que no sigui significativa).

Einstein i molts altres físics es van negar a acceptar aquesta interpretació de la mecànica quàntica, i hi presentaren diverses crítiques.
Davant les afirmacions dels defensors de la interpretació de Copenhaguen, Einstein exclamà: "Déu no juga als daus". La rèplica de Bohr fou: "Einstein, no li diguis a Déu el que ha de fer".